# Chauffeursdiploma (taxi)
Het chauffeursdiploma voor de taxi is ingevoerd om de dienstverlening van de taxichauffeurs te verbeteren. Het Ministerie van Verkeer en Waterstaat heeft besloten dat iedere nieuwe chauffeur die vanaf 1 juli 2005 in dienst komt, in het bezit moet zijn van een diploma. Chauffeurs die tussen 1 juli 2001 en 1 juli 2005 al hun chauffeurspas hebben gehaald hadden ontheffing tot 1 januari 2006, was men op 1 januari nog niet geslaagd, dan mocht men niet meer taxirijden (totdat men geslaagd was). Chauffeurs die voor 1 juli 2001 al een chauffeurspas hadden, hoeven geen examen te doen.
Voorafgaand aan de invoering van de verplichte chauffeurspas bestonden er reeds enkele diploma´s voor (taxi)chauffeurs. Deze waren echter geen verplichting voor de taxichauffeurs.

## Reden
Met name in de Randstad waren er veel klachten over de taxichauffeurs, sinds in 2000 de taximarkt werd vrijgegeven. Veel voorkomende klachten waren:
- De chauffeur sprak geen Nederlands;
- De chauffeur kende de weg niet;
- Klantonvriendelijk gedrag;
- Onverantwoord rijgedrag.

## Inhoud van het examen
Het examen bestaat uit twee delen, namelijk een theorie- en praktijkgedeelte.
Het theoriegedeelte bestaat uit 40 3-keuze vragen, men moet minimaal 32 vragen goed beantwoorden (80%). Het examen duurt een uur en wordt in het Nederlands afgenomen, verder moet men een geldig identiteitsbewijs meenemen.
Het praktijkgedeelte lijkt op een normaal rijexamen; het examen wordt afgenomen door een CBR-examinator. Er zijn echter verschillen:
- De examinator let minder op het kijkgedrag;
- De chauffeur moet klantvriendelijk zijn;
- De chauffeur moet goed Nederlands spreken;
- Men moet naar een bepaald punt rijden via de kortst mogelijke route, met behulp van een navigatiesysteem.

Sommige examinatoren letten tevens op het correct invullen van rittenstaten en het werkboekje, met de rij- en rusttijden. Verder is het verplicht om de gordel om te doen; er zit immers geen betalende passagier in de taxi. Ook kan de examinator vragen om een schadeformulier in te vullen na afloop van de rit. Ten slotte moet men markante punten op de plattegrond aanwijzen; deze staan per plaats op de site van het CBR.